# Neomargarodes europaeus
Neomargarodes europaeus är en insektsart som beskrevs av Goidanich 1969. Neomargarodes europaeus ingår i släktet Neomargarodes och familjen pärlsköldlöss. Inga underarter finns listade i Catalogue of Life.